# Malomvölgyi-tó
A Malomvölgyi tavak (vagy Málomi-tavak) zsilipekkel elválasztott mesterséges tóegyüttes. Két tóból áll. A tórendszer folyásirány szerinti első avagy felső tava a Kökényi-tó,  a második tó (az északabbra fekvő) a Malomvölgyi 2-es tó.

## Kökényi-tó
A tórendszer délebbre fekvő tagja közvetlenül Kökény falu mellett található, vízfelületének nagysága 9 ha. A tó déli része a sekélyebb 1-1,5 méteres mélységgel, amely a gát felé egyre növekszik, ahol eléri a 6,6 métert. A tó kezelője a Kökényi Önkormányzat.

## Malomvölgyi 2-es tó
Az első tótól északra található, vízutánpótlását elsősorban annak zsilipén keresztül kapja. Vízterületének nagysága: 20 ha, átlagos vízmélysége: 1,6 m, a pécsi oldalán ezt is egy vízzárógát határolja. Bár eredetileg erdők és szántóföldek határolták, Keszü fejlődése és növekedése következtében azonban a nyugati oldalon már a falu szélső házai láthatók.  A tó kezelője a Pécsi Horgász Egyesület.

## Fekvésük
Pécstől 2 km-re található a közel 40 hektárnyi Malomvölgyi Arborétum természetvédelmi terület közepén.

## Nevének eredete
A tavak és környékük a tó déli felénél egykor állt malomról, valamint a Pécshez csatolt Málom településről kapta elnevezését.
A levéltári adatok, korabeli fotók, légifotók alapján kiderült, hogy (6)7 malom volt a környéken.
A malmok térképi megjelenése, valamint nevei(k) itt tekinthető meg:Malomok térképen
Délről, (Kökény irányából) haladva a következő malmok voltak (a csatolt pdf file-ban térkép):
KÖKÉNYI-tavon levő malmok:
1.) Felső-, Kökényi-, Muszung-malom (utolsó tulajdonos Muszung Vince).
Kökényhez tartozott innen ered a "Kökényi" név. Kökénynek 2 malma volt, ez a "Felső", a forrás eredéséhez közelebbi.
- 1865-ös térképen jól látszik a malom épülete, illetve, hogy a malom déli oldalán volt a malomkerék, mely elbontásra került.
- 1959-es légifotón is kiemeltük a malomépületet, mely napjainkban is megvan, jelenleg a BIOKOM kezelésében.
2.) Alsó-, Szederkényi-malom (Szederkényi Jenő volt az utolsó tulajdonos).
A Kökényhez tartozó 2. malom, mely az "Alsó" nevet viselte, majd a tulajdonosról kapta végleges nevét.
Ez a malom már nem áll, lebontották, helyét már nehéz megtalálni, a híd előtti szakaszon volt, 2 pad tetővel van a helyén.
MÁLOMI-tavon lévő malmok:
3.) Horváth-, Trényi-malom.
A Málomi-tó déli "csücskében" volt ez a malom, romjai nem látszanak mivel a tó duzzasztásával a felszín alá került.
A tulajdonosaikról lettek elnevezve. Az 1865-ös és 1959-es térképen is jól látszik az épület, és a malomkerék helye.
4.) Sabak-, Bubanek-malom (Tulajdonosokról elnevezve).
A malom, és a melléképület romjai nem láthatók -hasonlóan a Horváth-malomhoz-, a tó vízszintje alá kerültek.
TOVÁBBI malmok:
5.) Dió-, Diás-, Vörös-malom. A területet ahol a malomépület állt, Diás-ként nevezték az 1865-ös kataszteri térképen, innen kapta nevét. Forrásanyagot nem találtunk a Dió névre, feltesszük ezen a területen diófák állhattak valamikor. Utolsó tulajdonosa Vörös család volt.
6.) Urasági-, Loncsár-malom Tovább északi irányban, elhagyva a valamikori "Gyöngyös-csárdát" volt a malom, mely jelenleg magánház.
"Loncsár" családnevet jelöl, az urasági meg azt mutatja, hogy a terület gazdájáé volt, és bérbe adta használatra.
A Muszung-malommal együtt ez a két épület létezik manapság is.
7.) A hetedik malom kérdéses.
- 1786-os térképen maradt fenn "Mühle"= malom néven, és a Kökényi tó csücskében (a halőrház környékén) jelöli, de későbbi térképeken nem jelenik meg többet. Tehát egyértelműen nem tudjuk megmondani valóban volt-e itt malom.
- Ugyanezen a térképen, a Gyöngyösi-csárda is "mühle" néven szerepel, de erről tudjuk, hogy ez biztosan elírás, mivel az sosem volt malom, hanem csárda.

## Története

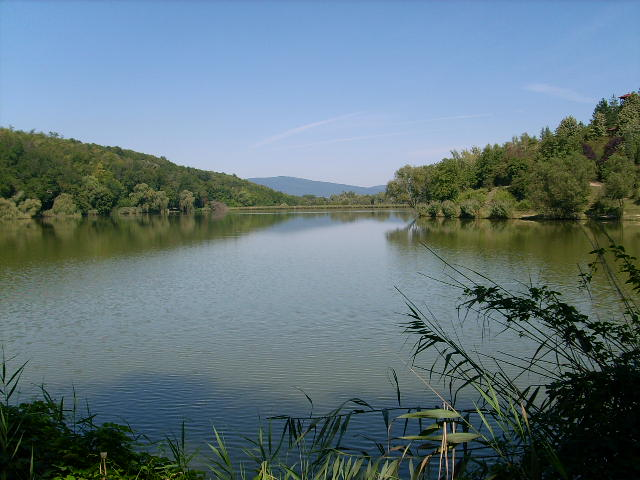
Malomvölgyi-tó

A völgyzárógátas víztározókat az 1981 áprilisában adták át a nagyközönségnek, mely vizét több forrás által is táplált kis patakokból nyeri. A tórendszer a patakok vizének felduzzasztásából alakult ki.
A tavak létrehozásának a célja a Malomvölgyi parkerdőben egy Pellérd feletti vízbázis biztosítása volt.
A tavak melletti réten szabadidőpark, focipálya, tűzrakóhely, és több ivókút is található. A város közelsége miatt gyakran futókkal, kerékpározókkal sétálókkal lehet találkozni, kedvelt pihenőhelye a pécsieknek. A közelben két kilátó is épült, melyekből szép kilátás nyílik a tájra.
A tavak egyben horgászó helyek is. Tagoltan kialakított partjaikon több félszigetszerű kiszögelést, egyeneseket, horgászállásokat hoztak létre, melyeket sok horgász keres fel évente. Az ide látogató kirándulók kellemes környezetben horgászhatnak, pihenhetnek.
A tó környékén több település is található:
Kökény és környéke ősidők óta lakott hely, a falu mai helyén az újkőkor vége felé a lengyeli kultúra népe élt, és ez időtől folyamatosan voltak lakói. A régészek római kori település nyomaira bukkantak itt.
Keszü határában a jégkorszak idejéből való állatmaradványokat, számtalan mamutcsontot találtak az itt végzett ásatásokkor. Keszü területén az újkőkorszak korai szakaszában itt élt lengyeli kultúra nyomait találták meg.